# 惠斯勒山
惠斯勒山（英語：Whistler Mountain）是位於加拿大海岸山脈內的山峰。惠斯勒山最早的名稱是倫敦山。現在惠斯勒山是加拿大著名的滑雪勝地。